# TRW
TRWオートモーティブ・ホールディングス (TRW Automotive Holdings Corp.) は、かつて存在した米国ミシガン州に本社を置く世界有数の自動車部品メーカーで、事故を回避するためのアクティブセーフティ（予防安全）と、万が一事故が起きた場合に乗員や歩行者を保護するためのパッシブセーフティ（乗員安全）システムの世界的リーダーであった。2015年にZFに買収され、ZF TRW Automotive Holdings Corp.へと移行した。
メインフレーム、人工衛星、アビオニクス製造など一時は多くの事業分野があったが、格付け機関事業が1996年にスピンオフしてエクスペリアンに、ルーカスディーゼルシステムは2000年にデルファイ・コーポレーションと合併してデルファイディーゼルシステムとなり、著名であった防衛関連部門も2002年12月12日にノースロップ・グラマンに売却 され、その後のTRWは本業の自動車部品製造に集中していた。

## 歴史
TRWオートモーティブは、自動車業界において100年以上の歴史を誇り、度重なる合併・統合を重ねて成長した。TRWとその前身は、自動車産業の黎明期において、ねじ (fastners) や押さえねじ (cap screws) の技術を含む幅広い製品を開発・量産しており、歴史は1904年のウィントン・モーター社への初の2ピース自動車用エンジンバルブの供給までさかのぼる。
当時の画期的な技術としては、1909年、北米のフォード社に採用されたフォード・モデルT用のウッド製ホイールなどがあり、以来、技術革新で自動車産業の発展に貢献してきた。
また、当時からヨーロッパにおいても照明や電機などの製品を開発・量産している。
TRWという社名が誕生したのは1965年で、これは1958年のThompson Products,
Inc.およびRamo-Wooldridge Corporationの合併により生まれたThompson Ramo Wooldridge
Incに由来している。
その後、事業領域を拡大し航空宇宙産業を含む複合型企業として成長してきたが、2003年に自動車部品事業部門が独立し、自動車部品専業メーカーとなり、2004年にはニューヨーク証券取引所に上場した。
初期から積極的にミサイルの開発や宇宙船の開発に取り組み、パイオニア10号やパイオニア11号の製造にも関わっている。
TRWオートモーティブ・ホールディングスの前身であるTRW Inc.には宇宙防衛部門があり、人工衛星、X線計測装置、軍事用通信装置、空中発射レーザー、艦隊衛星通信システムなどを含む航空宇宙防衛部品も取扱っていた。中でも代表的な製品は、アメリカ航空宇宙局 (NASA) が惑星探査に用いたパイオニア10号用の人工衛星およびアポロ月面着陸船用降下エンジンが挙げられる。特に、アポロ13号のミッションにおいてはTRWのエンジンが地球帰還において重要な役割を果たしている。
1970年に月面着陸を目指してケネディ宇宙センターから打ち上げられたアポロ13号は、月へ向かう途中で酸素タンクの一つが爆発したため、月面着陸ミッションを中止し、軌道修正を行い、地球に帰還することになった。しかし、爆発により機械船のエンジンにも損傷を及ぼした可能性が高いと判断し、代わりにTRWが製造した月面着陸船の降下用エンジンを使用して軌道修正を試みた。その結果、アポロ13号は軌道修正に成功し、無事に地球に帰還することができ、後日、TRWの高度な航空宇宙防衛技術はNASAから高い評価を得て、表彰も受けている。
エアバッグを1980年代に生産した会社。
1999年、イギリスの航空と自動車部品メーカーのルーカス・バリティ (Lucas Varity) を買収した。
2015年、ZFに買収され、ZF TRW Automotive Holdings Corp. へと移行した。

## 日本国内の拠点
2011年当時、日本においては以下に拠点を置いていた。
社名: TRWオートモーティブジャパン株式会社
- 横浜本社・エンジニアリングセンター
- 宇都宮セールスオフィス
- 豊田市セールスオフィス
- 広島セールスオフィス
- 春日井工場・エンジニアリングセンター
- 三次工場
- TRWアフターマーケット

## 主な製品
2011年時点でアクティブ（予防）・パッシブ（乗員）セーフティシステム関連製品が売上の約9割を占めた。
- シャーシ システム「アクティブセーフティ」

ステアリングシステム、ブレーキシステム、ABSなどの制御ブレーキ、エレクトロニック スタビリティコントロールシステム、シャーシ部品アフターマーケット
- エレクトロニクス

セーフティ エレクトロニクス、ドライバーアシスト システム、シャーシ エレクトロニクス
、パワートレイン エレクトロニクス、電波エレクトロニクス製品
- 乗員安全システム「パッシブセーフティ」

エアバッグ、シートベルト、ステアリング ホイール
- 自動車用コンポーネント

ボディコントロール、エンジンバルブ、ファスナー

## 備考
- 2002年の宇宙防衛部門の買収においては、TRWでロケットエンジン開発に携わっていたトム・ミュラー（英語版）とそのチームが、当時新興の宇宙ベンチャーであったスペースX社に流出している。ミュラーらが開発したエンジンはスペースXの中核となり、後に民間初の有人宇宙飛行を成し遂げている。[2]